# 이광형
이광형(李光炯, 영어: Lee Kwang-hyung)은 대한민국의 과학자로 2021년 2월 23일부터 KAIST의 제17대 총장으로 재직하고 있다. 1985년에 INSA(프랑스국립응용과학원)에서 전산학 박사학위를 받았다.  